# Urbanisme de Badalona

Mapa de barris

L'urbanisme de Badalona es caracteritza per un nucli antic en el barri històric de Dalt de la Vila, un eixample del segle xix en la façana marítima que va esdevenir el centre administratiu, amb ampliacions del segle xx, uns barris en la banda de muntanya de l'autopista C-31, a l'oest del terme municipal, la majoria d'ells sense una planificació prèvia des de començaments del segle xx, i uns barris en l'extrem oest d'origen rural.
Badalona s'havia reduït al Dalt de la Vila i al petit barri de pescadors del Baix a Mar, però el creixement poblacional feu créixer en extensió la ciutat. Tot i que la major expansió es produí durant el segle xx, en què l'arribada de nous immigrants fan néixer barris a la perifèria del terme, que es feu de manera espontània a partir d'urbanitzacions fetes per privats. Després de la Guerra Civil, el govern estigué poc dedicat al disseny de models urbanístics sostenibles, van fer del creixement de la vila una subdivisió en àrees nivell urbanístic i social, que va provocar desigualtats i no va tenir cura en mantenir connexions viàries internes.

## Nucli antic
El barri de Dalt de la Vila és el nucli antic de Badalona. Situat sobre el turó d'en Rosés, fou l'emplaçament on els romans situaren la ciutat de Baetulo i on es desenvolupà el nucli urbà durant el període medieval a redós de l'església de Santa Maria i la Torre Vella. El seu centre és la plaça Constitució, d'on sorgien els antics camins vers Barcelona (carrer de Barcelona), Pomar i el Maresme (carrer de la Plaça) i el mar (carrer de la Costa). L'estructura urbana està formada per carrers estrets i culs de sac, en el nucli més antic i carrers més regulars d'època gòtica, com el carrer de Dalt, que durant molts anys fou el límit oest de la vila, entre altres posteriors.

## L'eixample

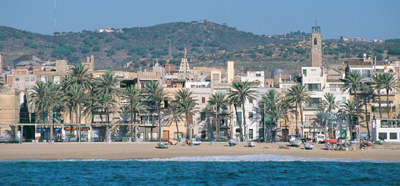
El Baix a Mar vist des del mar.

L'eixample badaloní es basa en una estructura urbana regular planificada, esdevinguda a partir de diversos plans i les urbanitzacions a partir del segle xviii i xix. Tots els indicis indiquen que l'Ajuntament s'ocupava de l'organització de l'urbanisme, però no es conserven plànols urbanístics oficials, tanmateix, fins al Pla Pons, obra de Joan Baptista Pons i Trabal, de 1895. Tanmateix, tota la façana marítima badalonina està dividida del mar per la via del ferrocarril des de 1848, la primera d'Espanya. A més a més, la zona definida com l'eixample queda, més o menys, enquadrada a la banda mar de l'autopista C-31, que divideix Badalona en dos.

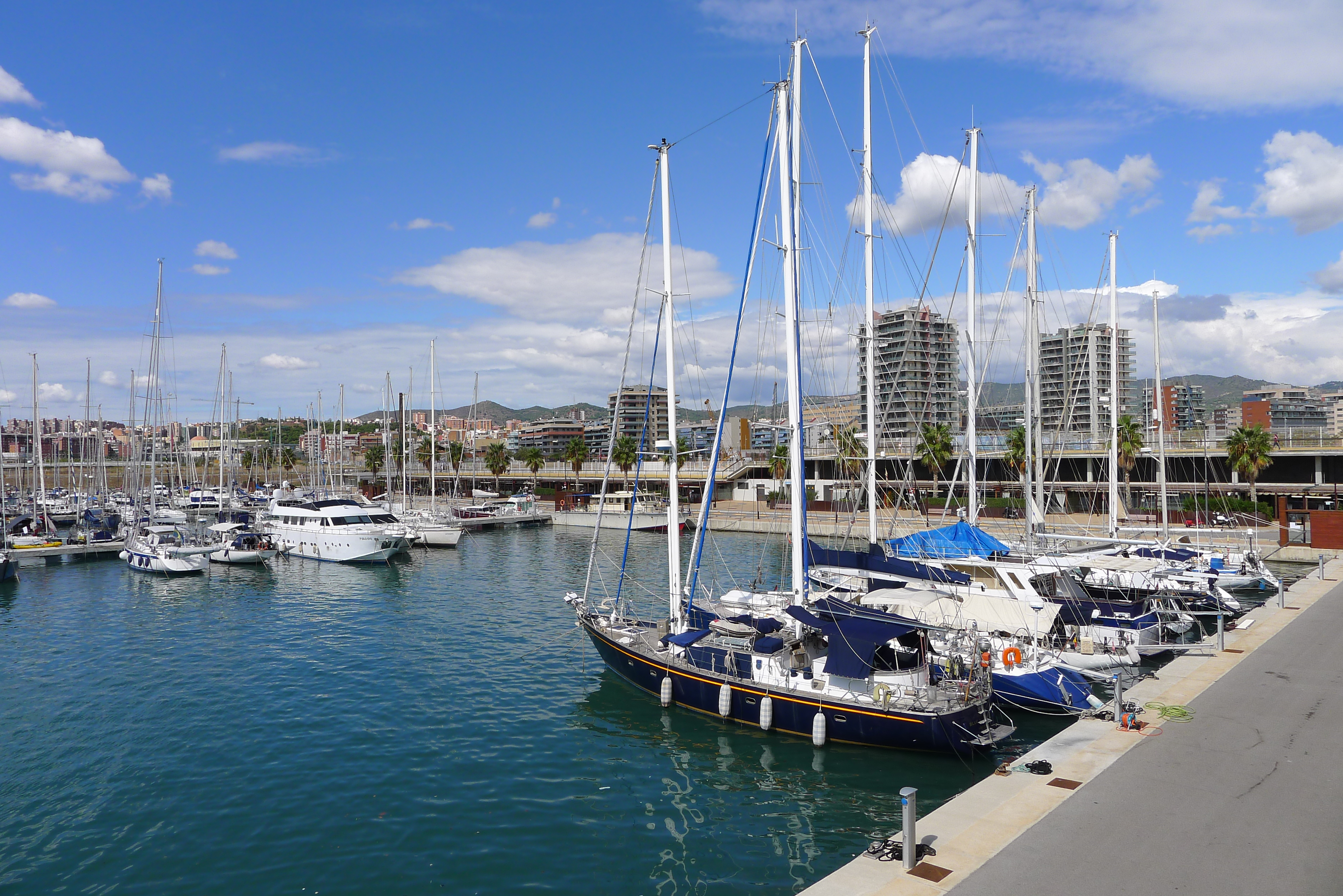
Vista del Port de Badalona i els nous edificis que han acompanyat la transformació de la façana marítima.

Hom pot diferenciar l'anomenat Baix a Mar, l'actual barri del Centre, encaixat entre les rieres d'en Folch i de Matamoros, i la resta de l'eixample badaloní, a banda i banda del Baix a Mar, fruit del creixement poblacional i industrial de Badalona durant els segles xix i xx. L'antic Baix a Mar va esdevenir amb el pas dels anys el centre administratiu, el nou Ajuntament s'instal·la des de 1877 a la nova plaça de la Vila, comercial i d'oci de Badalona, a més d'un nus de comunicacions importants. Hi podem trobar vies emblemàtiques de la ciutat com el carrer de Mar o el passeig de la Rambla, única anomenada així paral·lela al mar, o la carretera N-II.
A la banda de Ponent, més enllà de la riera d'en Folch, trobem l'eixample més potent de la ciutat, que nasqué amb una funció clarament industrial, diferenciant-se unes illes de major mida que estaven destinades a la instal·lació d'indústries, per unes altres més petites, encaixades entre les industrials, destinades a residència dels obrers de les mateixes fàbriques. No obstant això, actualment, tota aquesta zona és de caràcter residencial i, a més, ha sofert una profunda transformació a banda i banda de la via, on s'han substituït les antigues indústries, a excepció d'algunes, per edificis moderns. Això s'uneix al projecte del Port de Badalona que ha canviat la fesomia del litoral del barri de La Mora des de l'any 2005. Tanmateix, encara hi ha projectes oberts, com el de la remodelació del Gorg i el canal que s'havia projectetat per tal d'unir-se amb el port.

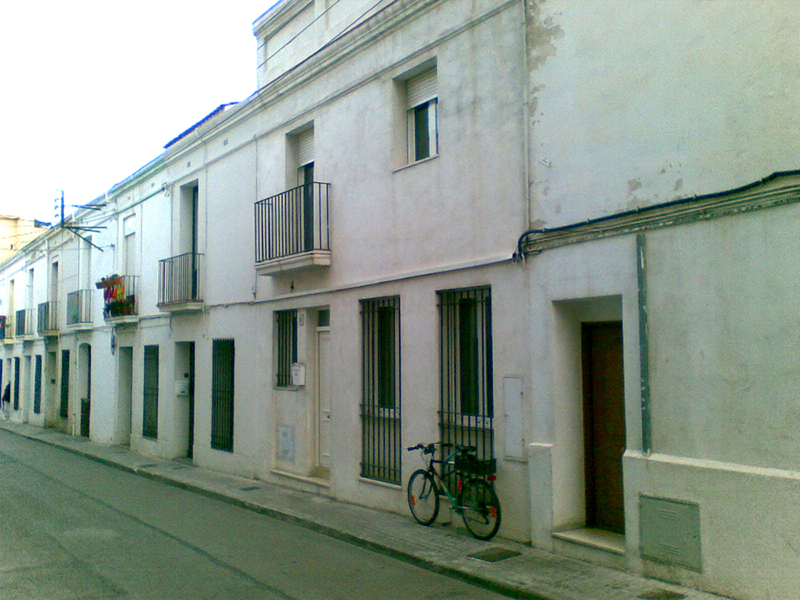
Cases al carrer d'Iris, a Casagemes.

A la banda de Llevant, més enllà de la riera de Matamoros, hi trobem els barris de Casagemes, Canyadó i el Manresà. La seva estructura de carrers segueix l'estètica del Baix a Mar, car nasqué com una extensió d'aquest i, per tant, és una zona de caràcter residencial ja en origen. No obstant això, algunes zones tingueren algunes fàbriques com la del Cristall o can Mercader, avui desaparegudes; al lloc que ocupà la darrera avui s'alcen els edificis Sant Jordi, que es diferencien molt de l'entorn car no segueixen l'estructura urbana ni l'orientació tradicional dels edifics.
Cal destacar que, a causa del seu vessant industrial original, els barris de l'eixample no compten amb gaires espais lliures que, a més, s'han anat guanyant amb els anys. Si bé espais com la plaça de la Plana o les places situades al barri de Casagemes ja existien, la plaça de Pep Ventura, o algunes com la plaça de Pompeu Fabra, fins on arriba actualment la Línia 2 del metro de Barcelona, o la d'Ovidi Montllor han estat fruit de reformes urbanístiques posteriors. No obstant això, el barri de Canyadó compta amb un dels majors pulmons de la ciutat: el Parc de Can Solei i Ca l'Arnús.

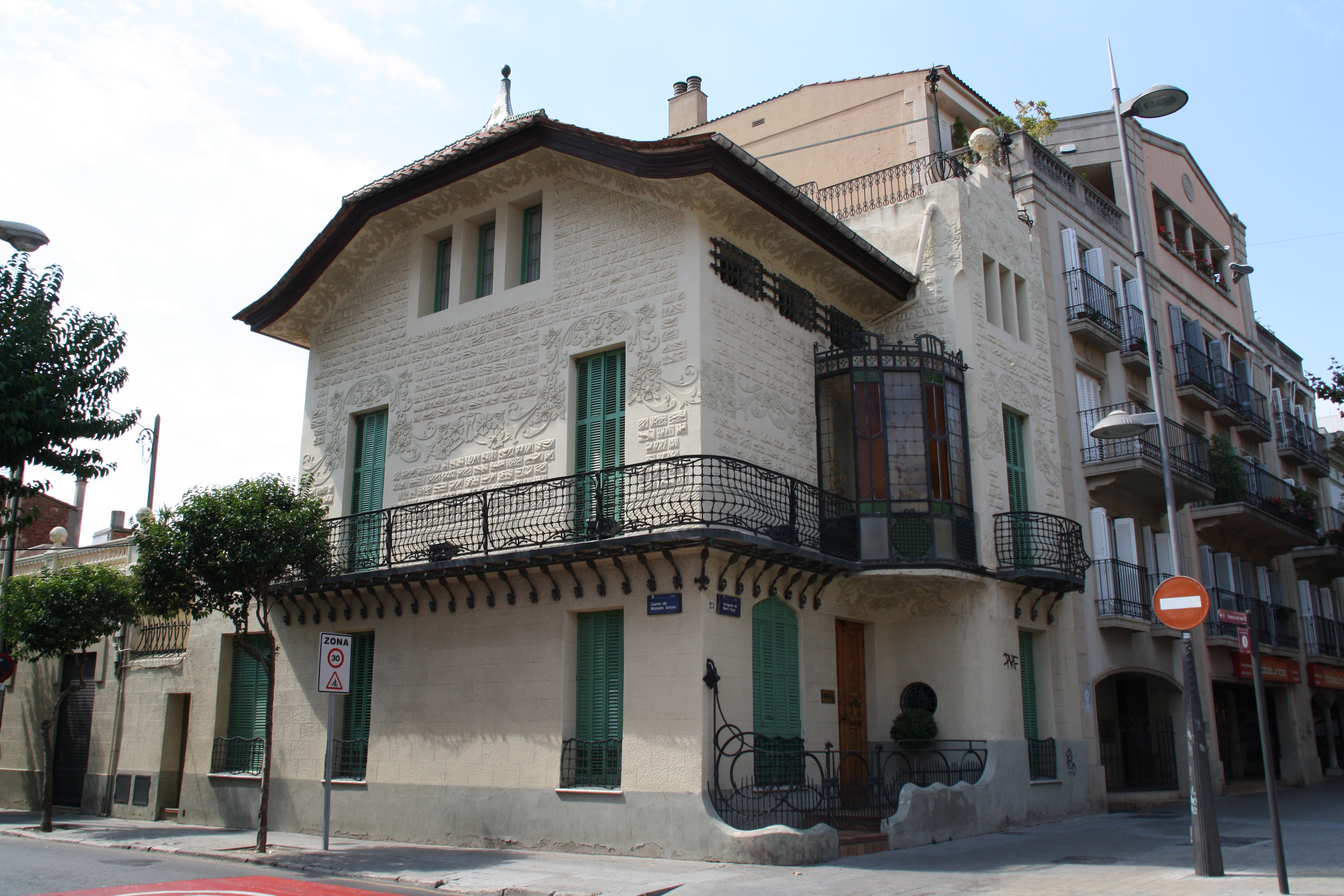
Casa Enric Pavillard.

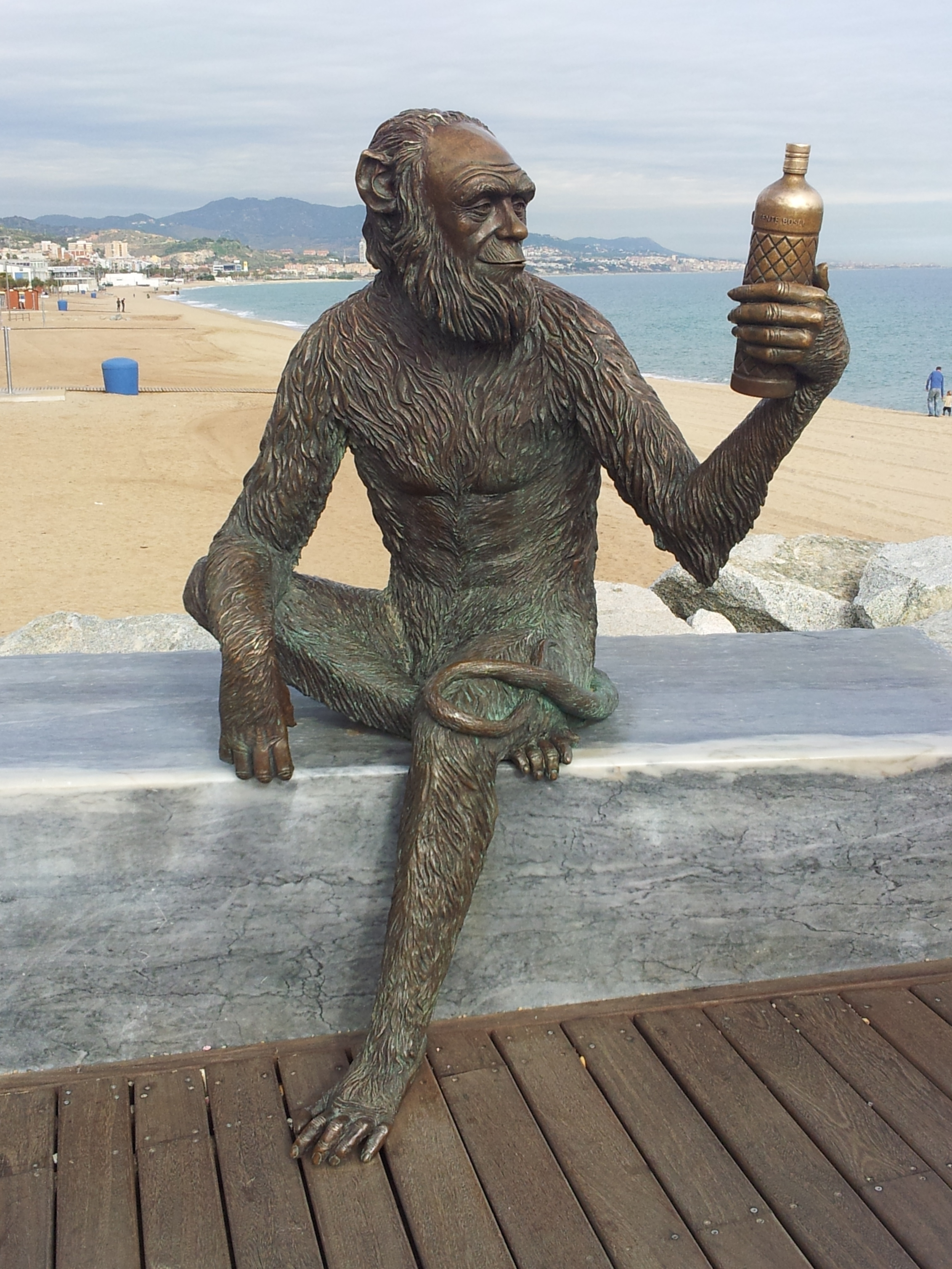
El mico de l'Anís del Mono.

Aquests barris també tenen nombrosos edificis històrics de la ciutat, com la masia de Can Canyadó o el Mercat Maignon, i, sobretot, obres modernistes, principalment de Joan Amigó i Barriga, i situades al Centre: residències com la casa Pavillard o la casa Gafarel·lo, però també indústries com la Gottardo de Andreis o Can Casacuberta. D'altres, encara que en menor mesura, estan situades a l'eixample de Ponent com Can Pepus o la Casa Agustí, de Domènech i Montaner.
A la banda mar de les vies està el passeig de marítim, que el 2012 fou sensiblement reformat i ampliat, millorant i incrementant els passos a nivell. Just davant del Pont del Petroli, que ha estat adaptat al passeig, es va inaugurar una escultura del mico l'Anís del Mono a mida real, davant de la històrica fàbrica, donada per Osborne i que s'ha convertit en nou símbol de la ciutat.

## Els barris per sobre de l'autopista

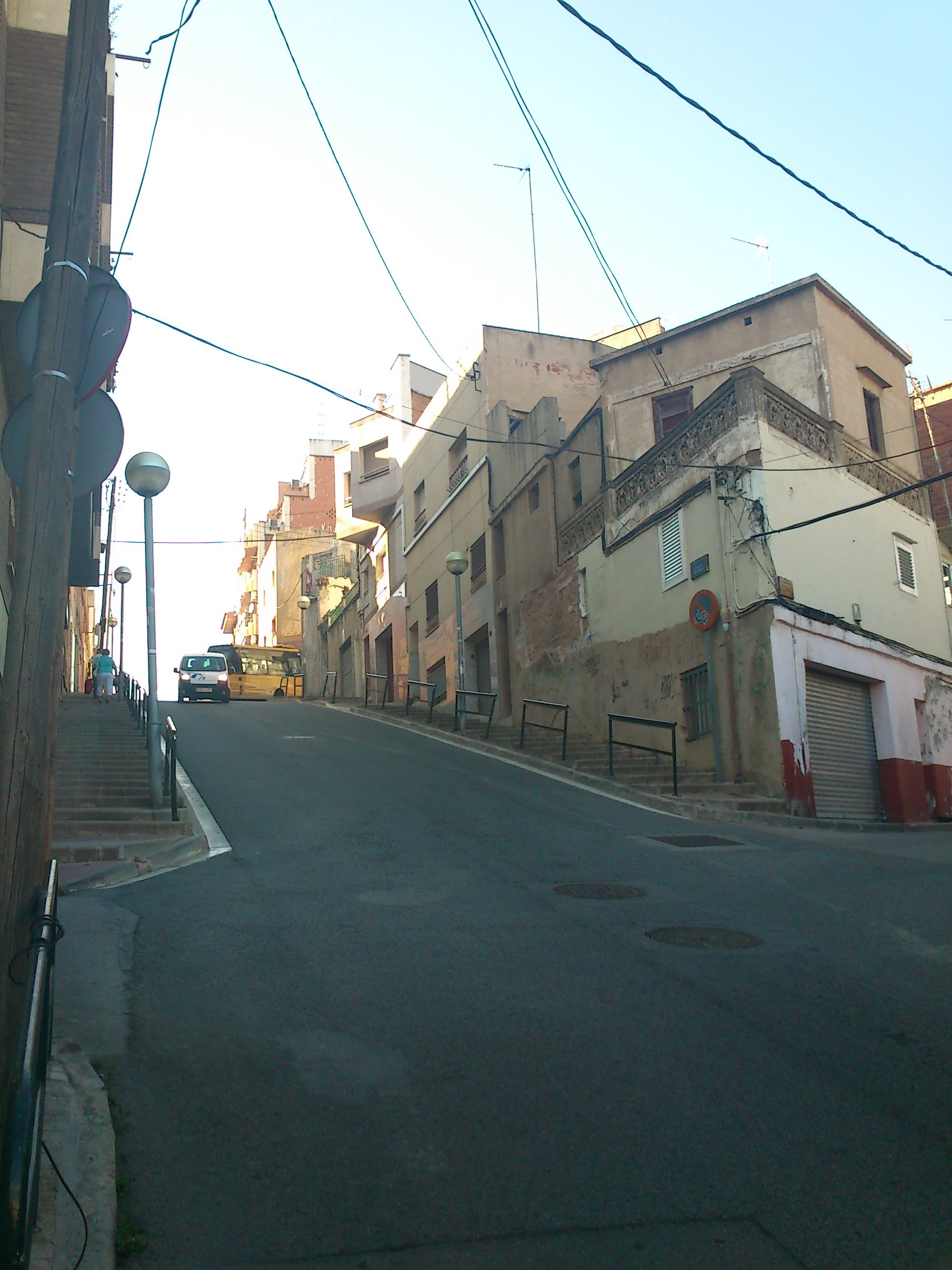
El carrer de Montserrat, al barri de Sant Crist, és un clar exemple de les condicions orogràfiques on s'assenten aquests barris

Els barris de la banda muntanya, situats a Ponent, segueixen una estructura urbanística molt diferents entre ells, fruit dels processos de construcció, fora de la concepció dels plans d'eixamplament del segle xix i d'inicis del segle XX de Badalona, al llarg de la Serra d'en Mena, al sud de Badalona, i a la zona central i nord del municipi, a la banda muntanya del que seria posteriorment l'autopista C-31 que, òbviament, tenen, de fet, un condicionant a l'hora de la seva construcció: l'orografia, situats a les faldilles, turons, i d'altres accidents de la geografia badalonina. Diferenciant algunes de les urbanitzacions de privats que donen a barris d'autoconstrucció, els barris creats de nova planta planificats per part d'ens públics.

### Les urbanitzacions particulars
Primerament, cal destacar els barris nascuts les iniciatives impulsades de mans de promotors privats, alguns dels quals han perdurat com a noms propis en la nomenclatura de la xarxa viaria, sobre antics terrenys rústics, amb noves parcel·lacions, durant la dècada de 1920 i de 1930, que van fer aparèixer nous barris com la Salut o Llefià, fora de l'àmbit urbanitzat de la ciutat, sense una connexió directa, o Sant Crist i Bufalà, que creixen com una extensió no prevista de l'eixamplament; de legalitat més dubtosa seran casos com els de La Balsa, l'actual Lloreda, o Bonavista, si bé igualment significativament separats de la massa urbana. Aquest model especulatiu, només va ser promogut per aquests privats a l'hora de parcel·lar i vendre els terrenys, però, d'altra banda, la construcció va ser pròpiament dels que anaven a viure a la casa que s'anés a construir, per la qual cosa va donar, a vegades, a episodis de barraquisme. Les cases seguien una tipologia fixa en tots els casos: situada entre mitgeres, amb una planta baixa i, segons el cas, un pis. El 1930, durant la dictadura de Primo de Rivera, va ser projectat el Pla Fradera, obra de Josep Fradera i Botey, un nou pla urbanístic que ja donava cabuda a aquestes noves urbanitzacions i, en certa, forma, oferia tot una reforma interna de la ciutat i un nou centre, però aquest pla va quedar en paper mullat, primer pel poc realisme, que feia impossible de realitzar i, segon, a causa de la poca promoció urbanística que s'estava duent a terme aquells anys. Finalment, fou descartat.
Això no obstant, aquesta tipologia urbanística i tipològica la trobem, sobretot, en les zones antigues d'aquells barris. Però aquesta conviuen amb altres habitatges, construïts a posteriori, amb una estructuració urbana de blocs aïllats entre espais oberts, i amb una alçada alta, considerable en comparació amb la tipologia dels habitatges 'clàssics' d'aquests barris; en alguns casos, com els dels plans de Mont-roig i del Torrent de la Font, es va seguir la tipologia de les cases entre mitgeres, per bé que l'alçada en pisos no va ser tant respectada. Aquest canvi raïa en els canvis en la llei del sòl i la promulgació del Pla Comarcal de 1953, que tenia com a voluntat relligar el teixit urbà, entre el que era el centre urbà i els barris aïllats de la perifèria i, d'altra banda, donar accés a habitatges persones de renda baixa.

### Els barris de nova planta

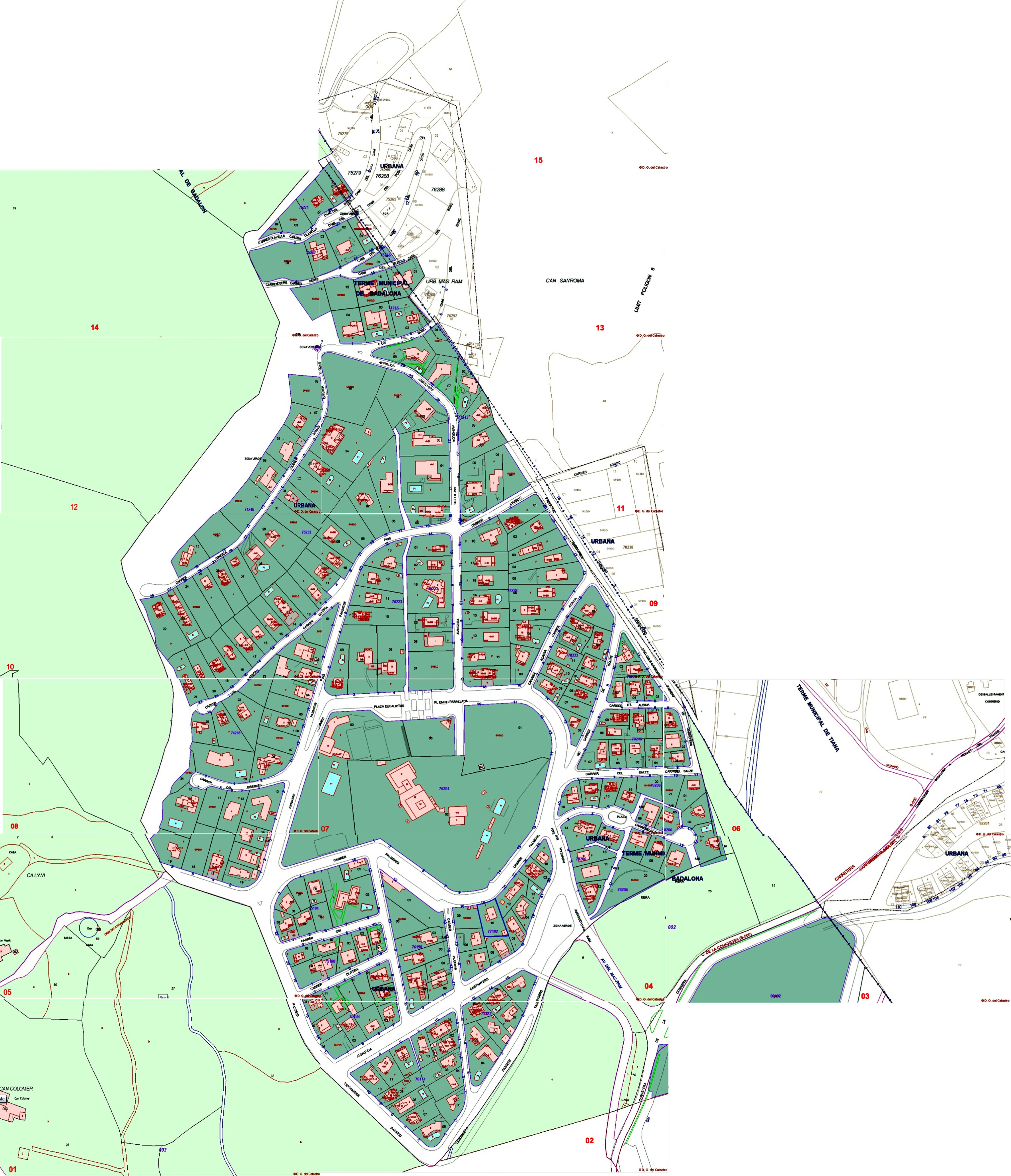
Plànol del Mas Ram.

D'altra banda, trobem els barris que podem anomenar de nova planta, que són planificats per part de l'administració pública, a través de diversos patronats com el Patronato Local de Viviendas de Renta Limitada o l'Obra Sindical El Hogar, que es va encarregar d'edificar els pisos del barri de Pomar; altres exemples a la ciutat, i concretament en aquesta zona va ser la Nova Lloreda. De la mà privada, podem destacar la construcció del que es coneix típicament com una urbanització als anys setanta, el Mas Ram, un sector periurbà de baixa densitat separat de la ciutat i connectat amb ella per una única xarxa viaria, si bé la gran diferència de les urbanitzacions clàssiques és que el Mas Ram resulta ser de primeres residències. Finalment, com últimes zones urbanitzades per a ús industrial està la zona nord del barri de Pomar i el polígon industrial de les Guixeres.
A partir de 1977 va començar a aparèixer una sèrie de plans especials de reforma interior (PERI) de diferents barris que necessitaven una reforma i rehabilitació important, en especial dels barris nascut a principis del segle xx, però també de casos com el de Pomar. A la banda muntanya de Badalona es van considerar més urgents els de Llefià, la Salut, Sant Roc i Sant Crist. Altres grans reformes van venir donades gràcies a l'impuls dels Jocs Olímpics de Barcelona, i a la transformació de la zona del Turó d'en Caritg, al barri de Sistrells, i la seva conversió en parc urbà, o la construcció del viaducte sobre el torrent de la Font, entre Bufalà i la Morera.
Cal fer un esment especial dels cas excepcional de Montigalà a través del Pla Especial de Montigalà-Batllòria, que seguí un pla molt més exquisit, totalment planificat. Montigalà va significar un nou tipus d'urbanisme per a la ciutat. Amb 200 ha de terreny urbanitzable a l'època, havia rebut nombroses queixes de la ciutadania al crit de "Montigalà pel poble!" que van obligar a reduir l'espai urbanitzable. A banda d'una zona inicialment dedicada per a la vila olímpica dels periodistes de Barcelona 92, després dedicat a zona residencial, les zones industrials instal·lades foren ocupades per grans magatzems especialitzats. El barri es va concebre amb una gran quantitat d'espais lliures i amb la voluntat de convertir-se en una continuació dels barris més degradats dels voltants i no pas aïllant-lo, mesurant totalment la diferenciació entre el trànsit rodat i el de vianants.

### Les valls de Canyet i de Pomar

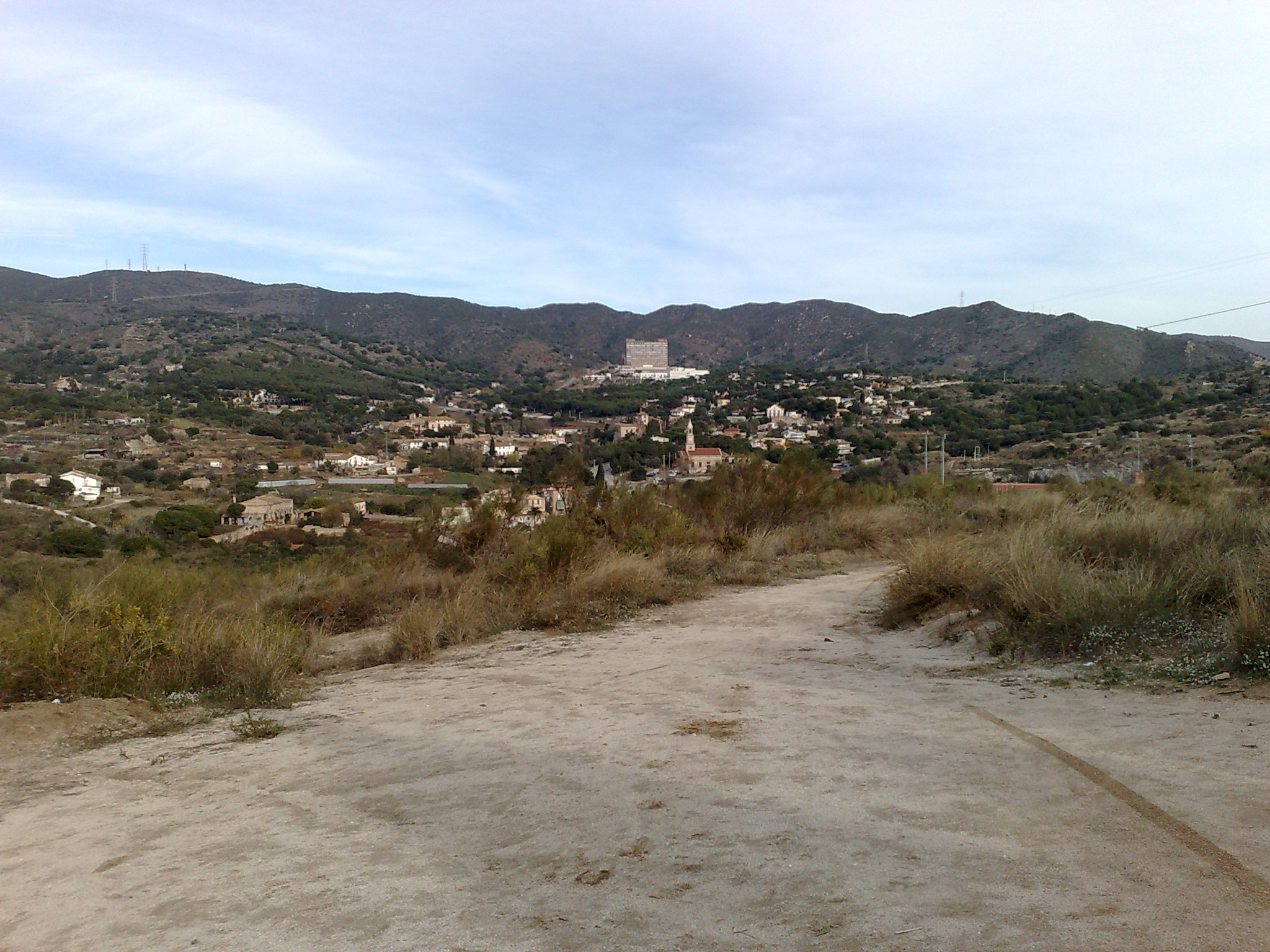
Vista de la vall de Canyet. Al centre es distingeix la parròquia del Sant Crist, i al fons l'Hospital de Can Ruti.

Finalment, en el límit oest del municipi trobem uns barris que no es poden incloure en aquestes categories com són Canyet i Pomar de Dalt, herència del passat rural badaloní, situats a les seves valls homònimes, a la Serralada de Marina, són barris de masies i poc poblats. Canyet està més urbanitzat, a més de les masies tradicionals i la seva estructura de poble, compta amb la presència de colònies d'habitatges o el complex sanitari de l'Hospital Universitari Germans Trias i Pujol, popularment Can Ruti, i l'Institut Guttmann; mentre que Pomar de Dalt, és el barri poblat amb més baixa població. Tots dos tenen gran part dels seus terrenys protegits dins del Parc Natural de la Serralada de Marina.